# Tulgheș
Tulgheș là một xã thuộc hạt Harghita, România. Dân số thời điểm năm 2002 là 3595 người.